# Siamraptor
|  | Dieser Artikel wurde aufgrund von formalen oder inhaltlichen Mängeln in der Qualitätssicherung Biologie zur Verbesserung eingetragen. Dies geschieht, um die Qualität der Biologie-Artikel auf ein akzeptables Niveau zu bringen. Bitte hilf mit, diesen Artikel zu verbessern! Artikel, die nicht signifikant verbessert werden, können gegebenenfalls gelöscht werden. Lies dazu auch die näheren Informationen in den Mindestanforderungen an Biologie-Artikel. |

Siamraptor ist eine ausgestorbene Gattung theropoder Dinosaurier aus Südostasien. Die einzige bekannte Art ist Siamraptor suwati.
Überreste dieser Gattung wurden in Südostasien gefunden, 2019 wurde die Art dann durch Duangsuda Chokchaloemwon, Soki Hattori, Elena Cuesta, Pratueng Jintasakul, Masateru Shibata und Yoichi Azuma erstmals beschrieben. Der Gattungsname Siamraptor entspringt dem alten Namen Thailands, Siam. Der Artname ehrt Suwat Liptapanlop, der das Institut der Erstbeschreiber unterstützte.

## Merkmale
Die Körperlänge von Siamraptor wurde auf ca. 8 Meter geschätzt.